# The Gilded Palace of Sin
Az 1969-es The Gilded Palace of Sin a The Flying Burrito Brothers debütáló nagylemeze. Szerepel az 1001 lemez, amit hallanod kell, mielőtt meghalsz című könyvben.

## Háttér
A The Byrds Sweetheart of the Rodeo megjelenése után Gram Parsons elhagyta az együttest. Később csatlakozott hozzá a basszusgitáros Chriss Hillman is, aki a The Flying Burrito Brothers-ben a gitárosi posztot töltötte be. A legtöbb dalt ők ketten írták.

## Az album dalai
| 1. | Christine's Tune       | Gram Parsons, Chris Hillman | 3:04 |
| 2. | Sin City               | Parsons, Hillman            | 4:11 |
| 3. | Do Right Woman         | Chips Moman, Dan Penn       | 3:56 |
| 4. | Dark End Of The Street | Moman, Penn                 | 3:58 |
| 5. | My Uncle               | Parsons, Hillman            | 2:37 |

| 1. | Wheels                   | Hillman, Parsons        | 3:04 |
| 2. | Juanita                  | Hillman, Parsons        | 2:31 |
| 3. | Hot Burrito #1           | Chris Ethridge, Parsons | 3:40 |
| 4. | Hot Burrito #2           | Ethridge, Parsons       | 3:19 |
| 5. | Do You Know How It Feels | Parsons, Barry Goldberg | 2:09 |
| 6. | Hippie Boy               | Hillman, Parsons        | 4:55 |

## Közreműködők
- Gram Parsons – ének, ritmusgitár, zongora, orgona
- Chris Hillman – ének, ritmusgitár, mandolin
- "Sneaky" Pete Kleinow – pedal steel gitár
- Chris Ethridge – basszusgitár, zongora

- Jon Corneal – dobok (1., 3., 4., 5., 7. dal)
- Popeye Phillips – dobok (8., 9., 11. dal)
- Eddie Hoh – dobok (2., 10. dal)
- Sam Goldstein – dobok (6. dal)
- David Crosby – háttérvokál (3. dal)